# SuperSanremo '96
SuperSanremo '96 è un album compilation, pubblicato nel febbraio 1996 dalla EMI.

## Il disco
Si tratta di uno dei due album contenenti brani partecipanti al Festival di Sanremo 1996. La raccolta è composta a sua volta da due volumi.
Sono assenti, per indisponibilità dei diritti, gli artisti Gigi Finizio, Riccardo Fogli e Silvia Salemi.

## Tracce
CD 1
1. Amedeo Minghi - Cantare è d'amore
2. Ivana Spagna - E io penso a te
3. Ron e Tosca - Vorrei incontrarti fra cent'anni
4. Giorgia - Strano il mio destino
5. Marina Rei - Al di là di questi anni
6. Dhamm - Ama
7. Massimo Di Cataldo - Se adesso te ne vai
8. Camilla - Zerotretresette
9. Syria - Non ci sto
10. Paolo Vallesi - Non andare via
11. Luca Barbarossa - Il ragazzo con la chitarra
12. Carmen Consoli - Amore di plastica
13. Fedele - Non scherzare dai
14. Maurizio Lauzi - Un po' di tempo
15. Rossella Marcone - Una vita migliore
16. Alessandro Mara - Ci sarò
17. Olivia - Sottovoce

CD 2
1. Al Bano - È la mia vita
2. Umberto Bindi & New Trolls - Letti
3. Jalisse - Liberami
4. Raffaella Cavalli - Sarò
5. Tina Turner - Whatever You Want
6. East 17 - Do U Still
7. Simply Red - Fairground
8. Cher - One by One
9. Blur - Charmless Man
10. Pat Metheny - Don't Forget
11. The Cranberries - Zombie
12. George Benson - The Long and Winding Road
13. 3T - Gotta Be You
14. Andreas Vollenweider - The Years in the Forest
15. Céline Dion - Only One Road
16. Vanessa Mae - Toccata and Fugue in D Minor